# Південно-Монастирське нафтове родовище
Південно-Монастирське нафтове родовище — належить до Бориславсько-Покутського нафтогазоносного району Передкарпатської нафтогазоносної області Західного нафтогазоносного регіону України.

## Опис
Розташоване у Старосамбірському районі Львівської області на відстані 16 км від м. Самбір.
Знаходиться в північно-західній частині Бориславсько-Покутської зони, пов'язане з Сушицькою складкою другого ярусу структур. Сушицька структура виявлена в 1972 р. Це антикліналь північно-західного простягання, розмірами 5х3 м, висотою 1200 м. 
Перший промисловий приплив нафти отримано при випробуванні підроговикових пісковиків та роговикового горизонту менілітової світи (інт. 4945-4962 м) у 1980 р.
Поклад пластовий, склепінчастий, тектонічно екранований. Режим покладу пружний та розчиненого газу. 
Експлуатується з 1982 р. Запаси початкові видобувні категорій А+В+С1: нафти — 350 тис. т; розчиненого газу — 29 млн. м³. Густина дегазованої нафти 860 кг/м³. Вміст сірки у нафті 0,36 мас.%.